# Dipterocarpus zeylanicus
Dipterocarpus zeylanicus is een soort uit de familie Dipterocarpaceae. De soort is endemisch op het eiland Sri Lanka. De soort staat op de Rode Lijst van de IUCN geklasseerd als 'bedreigd'.

## Beschrijving
Het is een grote groenblijvende boom die een hoogte van 40 tot 45 meter kan bereiken en een omtrek heeft van 4 tot 6 meter. De schors is licht rozeachtig bruin of licht geelachtig bruin. De bladeren zijn groot en hebben een ovale vorm. Deze bladeren zijn scherpgerand en hebben een zilverkleurige beharing. De boom bloeit in april en de zaden hebben twee vleugels, waarmee ze door de wind verspreid worden. De bast bevat een aanzienlijke hoeveelheid harsachtige substantie van een grijze kleur.

## Voorkomen
De soort komt voor in de zuidwestelijk van Sri Lanka gelegen districten Ratnapura, Kalutara, Galle en Matara, waar hij groeit in vochtige altijdgroene laaglandbossen. De soort groeit ook in het woudreservaat Sinharaja. 

## Gebruik
De boom wordt uit het wild geoogst vanwege zijn hout en hars. De hars wordt gewonnen uit de stam. Dit gebeurt door een gat in de stam te snijden, ongeveer tussen 90 en 150 centimeter boven de grond. De hars verzamelt zich in het gras en deze wordt met een lepel uit het gat gehaald. Om de hars te laten stromen wordt er bij tussenpozen een vuur gemaakt van dode bladeren of kreupelhout in het gat. Hierdoor verbrandt de gedroogde harsachtige film en gaat de hars weer stromen. De gedroogde hars kan opgelost worden in limoensap en vormt een medicijn tegen verschillende kwalen.
Het rode hout is matig hard. Vanwege de grote lengte van de stam is het hout geschikt voor steigerbouw. Verder is het hout een belangrijke bron van multiplex in Sri Lanka.